# Conway (Missouri)
Conway város az USA Missouri államában. Lakosainak száma 729 fő (2020. április 1.).

## Népesség
A település népességének változása:

| 2010 | 788 |
| 2020 | 729 |